# Осечен шестстотиноклетъчник
Осеченият шестстотиноклетъчник е еднообразен изпъкнал многоклетъчник. Общият брой е 720. Той има 600 осечени тетраедъра и 120 икосаедъра. Той има 1440 върха, 4320 ръба и 3600 стени (2400 триъгълника и 1200 шестоъгълника). Връхната фигура е петоъгълна пирамида. Дуалният многоклетъчник е дванадесетоделен стоидвадесетоклетъчник.

## Алтернативни имена
- Осечен шестстотиноклетъчник (Норман У. Джонсън)
- Осечен хексакосихорон (Акроним tex) (Джордж Олшевски и Джонтън Бауърс)[1]
- Осечен тетраплекс (Конуей)